# Canoga Park
Canoga Park est un quartier de la ville de Los Angeles en Californie situé dans la vallée de San Fernando.

## Histoire
Originellement appelée Owensmouth par Harrison Gray Otis du Los Angeles Times parce qu'elle se situait près de l'aqueduc de Los Angeles qui apporte de l'eau à la ville depuis la vallée de l'Owens, la région était autrefois rurale et son industrie agricole et en rapport avec l'industrie cinématographique puisqu'y s'y trouvaient des studios utilisés entre autres pour les cascades.
La ville fut fondée le 30 mars 1912 par la Janss Corporation, mais la difficulté de la municipalité à avoir un quota d'eau suffisant mena à l'annexion à la ville de Los Angeles, qui fut déclarée le 26 février 1917. Le nom du quartier fut changé en Canoga Park en 1930. À l'heure actuelle, une grande partie de l'ouest du quartier a été renommée West Hills tandis qu'une partie de l'est du district est désignée sous le nom de Winnetka. La région est maintenant principalement suburbaine, cependant quelques parties sont restées rurales et la production de film y existe toujours.
Le siège social de la société Rocketdyne se trouve dans ce quartier.
C'est dans une maison située dans un lotissement huppé de Canoga Park que fut assassinée Judith Barsi le 25 juillet 1988.